# Talsperre Covão do Ferro
Die Talsperre Covão do Ferro (portugiesisch Barragem de Covão do Ferro) liegt in der Region Mitte Portugals im Distrikt Castelo Branco. Sie staut den Alforfa zu einem Stausee auf. Die Stadt Covilhã befindet sich ungefähr sechs Kilometer südöstlich der Talsperre.
Mit dem Projekt zur Errichtung der Talsperre wurde im Jahre 1935 begonnen. Der Bau wurde 1956 fertiggestellt. Die Talsperre dient der Stromerzeugung. Sie ist im Besitz von Hidroeléctrica da Ribeira de Alforfa, S.A.

## Absperrbauwerk
Das Absperrbauwerk ist eine Gewichtsstaumauer aus Mauerwerk mit einer Höhe von 32,5 m über der Gründungssohle (30 m über dem Flussbett). Die Mauerkrone liegt auf einer Höhe von 1.575,7 m über dem Meeresspiegel. Die Länge der Mauerkrone beträgt 400 m und ihre Breite 3 m. Das Volumen der Staumauer umfasst 111.000 m³.
Die Staumauer verfügt sowohl über einen Grundablass als auch über eine Hochwasserentlastung. Über die Hochwasserentlastung können maximal 30 m³/s abgeleitet werden.

## Stausee
Beim normalen Stauziel von 1.573,4 m (maximal 1.575,7 m bei Hochwasser) erstreckt sich der Stausee über eine Fläche von rund 0,065 km² und fasst 1,1 Mio. m³ Wasser – davon können 0,87 Mio. m³ genutzt werden. Das minimale Stauziel liegt bei 1.545 m.

## Kraftwerk
Es ist eine Pelton-Turbine mit einer maximalen Leistung von 1,2 MW installiert. Die durchschnittliche Jahreserzeugung liegt bei 2,4 Mio. kWh.
Das Kraftwerk ist im Besitz der Hidroeléctrica da Ribeira de Alforfa, S.A (HRA) und wird auch von HRA betrieben.